# Sebu Simonian
Sebu Simonian (Aleppo, 15 ottobre 1978) è un cantante, tastierista e produttore discografico statunitense con cittadinanza armena, membro e principale compositore del duo Capital Cities.

## Biografia
Sebu Simonian è nato ad Aleppo in Siria da genitori armeni a loro volta discendenti dai sopravvissuti del genocidio armeno.  Suo nonno paterno era della regione della Cilicia (oggi in Turchia). I genitori di Simonian erano di Beirut nel Libano, ma a causa della guerra civile dovettero fuggire cosicché Simonian nacque in Siria. Poco dopo la sua nascita la sua famiglia torna in Libano, dove rimane fino al 1985, ma da dove si sposta negli Stati Uniti a causa della guerra civile in quell'area.
Simonian cresce nella Contea di Los Angeles. La sua famiglia fa parte della comunità armena e lui stesso, alla fine degli anni '90, è stato assistente editoriale della sezione in inglese del quotidiano armeno “Asbarez”. Si diploma presso la Glendale High School e frequenta la California State University di Northridge dove ha studiato musica.

## Carriera
Forma il suo primo gruppo all'età di 15 anni. Nel 2004 Simonian (voce e tastiere) forma la rock band “Aviatic” insieme a Ryan Walker (chitarra e seconda voce). Nel 2008, attraverso Craigslist, mentre è alla ricerca di un impiego come produttore musicale, incontra Ryan Merchant. Lavorano inizialmente alla scrittura di jingles e di brani per altri gruppi, per formare quindi il duo Capital Cities nel 2010, divenuto famoso in tutto il mondo con il singolo Safe and Sound.

## Vita personale
Simonian è sposato ed ha un figlio, Rafi, nato nel 2014 che è stato battezzato nel monastero armeno di Mughni. Simonian ha una lunga barba da rabbino che gli ha fatto guadagnare l'attenzione dei media. La rivista Rolling Stone ha nominato la sua barba la migliore del Coachella Valley Music and Arts Festival del 2014 definendola “lussureggiante, tipo Rasputin". Quando gli hanno chiesto perché non se la tagliasse, ha risposto semplicemente con un  “Sono solo pigro”, aggiungendo di vedere se stesso un po' come un hipster e un anarchico.